# 睫苞豆
睫苞豆（学名：Geissaspis cristata）为豆科睫苞豆属下的一个种。

## 扩展阅读
- 維基物種上的相關：睫苞豆